# Association française d'ingénierie système
Ne doit pas être confondu avec Association française pour l'information scientifique.
Pour les articles homonymes, voir AFIS.
L’Association Française d'Ingénierie Système (AFIS) est une association loi de 1901, travaillant sur le développement et la promotion de l'ingénierie des systèmes dans l'industrie et le milieu académique français.
Les membres de l'association sont soit des organisations (groupes industriels, PME et organisations d'enseignement et de recherche), soit des individus intervenant à titre personnel.
En 2023, les 38 organisations membres représentent plusieurs domaines industriels : aéronautique, automobile, transport, défense, productique, énergie, santé, éducation. 
Depuis sa création, l'AFIS est affiliée par un accord exclusif à l'International Council on Systems Engineering (INCOSE), le réseau international en Ingénierie Système, dont elle représente le chapitre français.

## Missions
Les missions de l'AFIS consistent à :
- Promouvoir l'Ingénierie Système par la présentation et l'explication de ses principes et de son approche multidisciplinaire en vue de la réalisation d'équipements et de systèmes réussis.
- Favoriser et assurer le développement et l'usage de l'Ingénierie Système auprès des entreprises publiques et privées et des organismes d'état.
- Promouvoir la formation à l'Ingénierie Système auprès de toutes les communautés du milieu éducatif : étudiants, enseignants, organismes de formation, laboratoires de recherche, …
- Favoriser les échanges entre les utilisateurs et accroître ainsi la base de connaissances de l'Ingénierie Système, tout en permettant son adaptation aux justes besoins des différents secteurs d'application.
- Assurer la représentation professionnelle des utilisateurs de l'Ingénierie Système au niveau national, européen et international.

La maîtrise des systèmes complexes par les industriels est indispensable au maintien et à l'amélioration des positions de l'industrie française et européenne sur le marché mondial des grands systèmes, quel que soit le domaine.

## Historique
L'AFIS a été créée en 1998 par treize grands groupes: Alcatel Space, Alstom Transport, Dassault Aviation, EADS Airbus, EADS Matra Systèmes d'Information, EDF R&D, France Telecom, GIAT Industries, PSA Peugeot Citroën, RATP, SNECMA Control Systems, Technicatome et Thales. Plusieurs de ces sociétés ont aujourd'hui changé de nom ou de structure.
L'AFIS contribue à des projets de recherche trans-industries, comme le projet ATLAS.

## Publications
L’AFIS publie La Lettre de l’AFIS, une lettre d’informations périodique sur les différents événements et projets de l’AFIS.
L’AFIS produit des fiches techniques, portant sur les différents domaines de l'ingénierie système. Ces fiches sont issues des travaux de ces différents comités techniques.
L'AFIS produit collectivement des livres et guides sur des thématiques-clés de l'Ingénierie Système : analyse du besoin, rédaction des exigences, prise de décisions pour la conception des systèmes complexes, lignes de produits, penser système, Ingénierie Système Durable et Responsable...